# أولمبياد الشطرنج ال43
أقيم أولمبياد الشطرنج الثالث والأربعون (المعروف أيضًا باسم باتومي أوليمبياد الشطرنج ) ، الذي نظمه الاتحاد الدولي للشطرنج (FIDE) ويضم بطولة مفتوحة وبطولة للسيدات، في مدينة باتومي ، جورجيا ، خلال الفترة 23 سبتمبر وحتى 6 أكتوبر 2018.  

## الحدث

### الفرق المشاركة
| الفرق المشاركة في أولمبياد الشطرنج رقم 43 |
| --- |
| - أفغانستان - ألبانيا - الجزائر - أندورا - أنغولا - أنتيغوا وباربودا - الأرجنتين - أرمينيا - أروبا - أستراليا - النمسا - أذربيجان - جزر البهاما - البحرين - بنغلاديش - باربادوس - بيلاروس - بلجيكا - برمودا - بوليفيا - البوسنة والهرسك - بوتسوانا - البرازيل - بروناي - بوروندي - الكاميرون - كندا - الرأس الأخضر - جمهورية إفريقيا الوسطى - تشيلي - الصين - تايبيه الصينية - كولومبيا - جمهورية الكونغو - كوستاريكا - كرواتيا - كوبا - قبرص - جمهورية التشيك - الدنمارك - جيبوتي - جمهورية الدومينيكان - الإكوادور - مصر - السلفادور - إنجلترا - إرتريا - إستونيا - إثيوبيا - جزر فارو - فنلندا - فرنسا - الغابون - غامبيا - جورجيا (المضيف) - جورجيا - جورجيا - ألمانيا - غانا - اليونان - غوام - غواتيمالا - Guernsey - غيانا - هايتي - هندوراس - هونغ كونغ - المجر - IBCA - ICCD - آيسلندا - الهند - إندونيسيا - IPCA - إيران - العراق - جمهورية أيرلندا - إسرائيل - إيطاليا - ساحل العاج - جامايكا - اليابان - Jersey - الأردن - كازاخستان - كينيا - كوسوفو - الكويت - قرغيزستان - لاتفيا - لبنان - ليسوتو - ليبيريا - ليبيا - ليختنشتاين - ليتوانيا - لوكسمبورغ - ماكاو - مقدونيا - مدغشقر - مالاوي - ماليزيا - جزر المالديف - مالي - مالطا - موريتانيا - موريشيوس - المكسيك - مولدوفا - موناكو - منغوليا - الجبل الأسود - المغرب - موزمبيق - ميانمار - ناميبيا - ناورو - نيبال - هولندا - جزر الأنتيل الهولندية - نيوزيلندا - نيكاراغوا - نيجيريا - النرويج - عُمان - باكستان - بالاو - فلسطين - بنما - بابوا غينيا الجديدة - باراغواي - بيرو - الفلبين - بولندا - البرتغال - بورتوريكو - قطر - رومانيا - روسيا - رواندا - سان مارينو - ساو تومي وبرينسيب - السعودية - إسكتلندا - السنغال - صربيا - غينيا بيساو - سيراليون - سنغافورة - سلوفاكيا - سلوفينيا - الصومال - جنوب إفريقيا - كوريا الجنوبية - جنوب السودان - إسبانيا - سريلانكا - السودان - سورينام - إسواتيني - السويد - سويسرا - سوريا - طاجيكستان - تنزانيا - تايلاند - تيمور الشرقية - توغو - ترينيداد وتوباغو - تونس - تركيا - تركمانستان - أوغندا - أوكرانيا - الإمارات العربية المتحدة - الولايات المتحدة - جزر العذراء الأمريكية - الأوروغواي - أوزبكستان - فنزويلا - فيتنام - ويلز - اليمن - زامبيا - زيمبابوي |

### تنسيق المنافسة والتقويم
| OC | حفل الافتتاح | ا | اجتماع المحكمين | C | اجتماع القادة | 1 | جولة | RD | يوم الراحة | CC | الحفل الختامي |

| سبتمبر / أكتوبر | سبتمبر / أكتوبر | 23rd الأحد | 24 الإثنين | 25 الثلاثاء | 26th الأربعاء | 27 الخميس | 28 الجمعة | 29th السبت | 30th الأحد | 24 الإثنين | 25 الثلاثاء | 3rd الأربعاء | 27 الخميس | 28 الجمعة |
| --------------- | --------------- | ---------- | ---------- | ----------- | ------------- | --------- | --------- | ---------- | ---------- | ---------- | ----------- | ------------ | --------- | --------- |
| الاحتفالات      | الاحتفالات      | OC         |            |             |               |           |           |            |            |            |             |              |           | CC        |
| اجتماعات        | اجتماعات        | C          |            |             |               |           |           |            |            |            |             |              |           |           |
| اجتماعات        | اجتماعات        | A          |            |             |               |           |           |            |            |            |             |              |           |           |
| جولة البطولة    | جولة البطولة    |            | 1          | 2           | 3             | 4         | 5         | RD         | 6          | 7          | 8           | 9            | 10        | 11        |